# Porte oculto
Porte oculto (português europeu) ou porte velado (português brasileiro), é a designação dada à prática de portar uma arma (normalmente uma arma curta, como uma pistola), em locais públicos de uma maneira que esconda ou oculte a presença da arma dos observadores ao redor. O oposto do porte velado é o porte ostensivo.

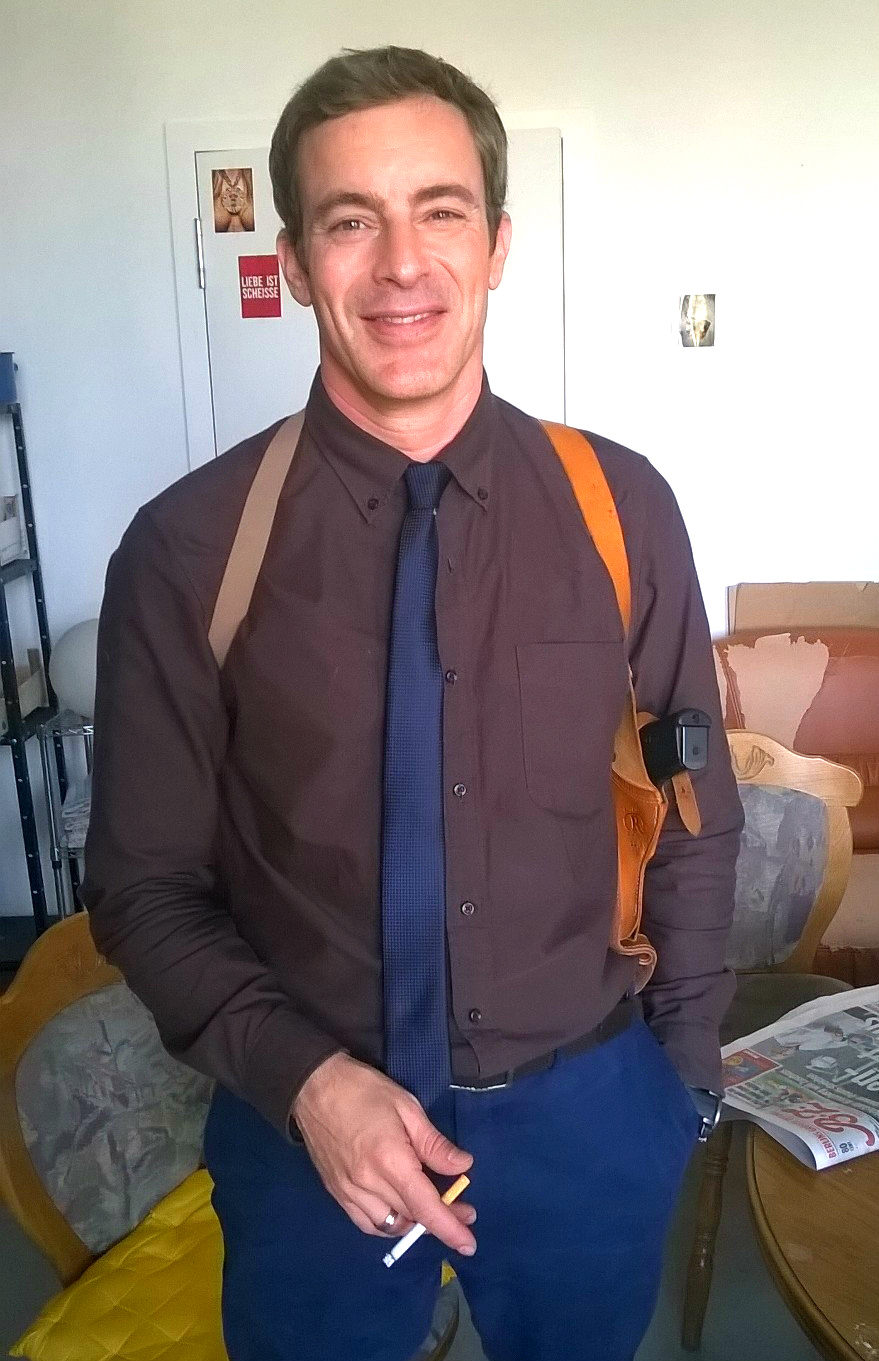
Exemplo de coldre para porte velado, que neste caso, requer um terno, casaco ou jaqueta.

A maioria dos membros das forças policiais carregam suas armas em um coldre visível, alguns policiais, como detetives à paisana ou agentes disfarçados, carregam armas em coldres ocultos. Em alguns países e jurisdições, os civis são legalmente obrigados a obter uma licença de porte velado para portar armas dessa maneira. Em outros, uma licença específica só é necessária se a arma de fogo não for visível a olho nu, como carregar a arma na bolsa, mochila, porta-malas, etc.

## Porte velado no mundo

### No Brasil
No Brasil, o porte velado é geralmente ilegal, com autorizações de porte especiais concedidas a policiais permitindo-lhes portar armas de fogo fora de serviço e, em outros casos raros. Em maio de 2019, o ex-presidente Jair Bolsonaro assinou um decreto permitindo que várias pessoas tenham licença para porte de arma com base no risco intrínseco da profissão, incluindo advogados, repórteres e políticos.

### No Canadá
No Canadá, o porte velado é geralmente proibido. A seção 90 do Código Penal proíbe o porte velado, a menos que seja autorizado para uma finalidade ocupacional lícita de acordo com a Lei de Armas de Fogo. A seção 20 da Lei de Armas de Fogo permite a emissão de uma Autorização de Transporte (ATC) em circunstâncias limitadas. A ocultação da arma de fogo é permitida apenas se for especificamente estipulado nas condições do ATC, uma vez que a seção 58 (1) da Lei de Armas de Fogo permite que um CFO atribua condições a um ATC.
Oficiais provinciais de armas de fogo (CFOs) só podem emitir uma autorização de acordo com os regulamentos. Especificamente, a seção 2 do SOR 98-207 exige, para um ATC para proteção de vida, que um indivíduo esteja em perigo iminente e que a proteção policial seja insuficiente. Dessa forma, se a agência policial pertinente determinar que sua proteção é suficiente, o CFO terá dificuldade em emitir o ATC sobre as objeções da polícia.
Para a emissão de um ATC sob 98-207 (3) para ocupações legais, provisões são feitas para pessoal de carro blindado sob a subseção a), para proteção da vida selvagem (durante o trabalho) e captura sob as subseções b) ec). A menos que a caça ou outra atividade seja ocupacional, não seria possível emitir um ATC sob a seção. Conforme observado, um CFO pode exercer algum arbítrio, mas deve seguir a lei ao considerar as solicitações de ATC.

### Nos Estados Unidos
Nos Estados Unidos, porte velado ("concealed carry") é legal na maioria das jurisdições. Alguns Estados e jurisdições restringem ou proíbem severamente, mas todas as jurisdições fazem provisões para transporte oculto legal por meio de uma licença ou licença, ou via transporte constitucional. Illinois foi o último estado a aprovar uma lei permitindo o transporte oculto, com pedidos de licença disponíveis em 5 de janeiro de 2014. A maioria dos estados que exigem uma licença tem estatutos do tipo "devem emitir", e se uma pessoa cumpre os requisitos para obter uma licença, a autoridade emissora (normalmente, um escritório estadual de aplicação da lei, como a polícia estadual) deve emitir um, sem discricionariedade. Califórnia, Nova Jersey, Nova York, Maryland, Delaware, Connecticut, Massachusetts têm estatutos "podem emitir" e portanto, podem (ou não) emitir autorizações de transporte se uma pessoa cumprir os requisitos para obtê-las. Além disso, na maioria dos estados, para obter a licença, é necessário trazer uma arma ao público (ou seja, um shopping center). Se a arma permanecer no veículo, mas não sendo portada pela pessoa, é necessária uma licença em locais como Nova Jersey. No entanto, em Massachusetts, Nova York e Califórnia, a emissão da licença depende do condado. É geralmente observado que, nesses estados, a emissão é permissiva em alguns condados rurais e urbanos e suburbanos, mas geralmente restritiva em lugares como Boston, Nova York e São Francisco. Os estados que podem emitir estatutos geralmente permitem que as autoridades (geralmente, o xerife do condado ou o chefe da polícia da jurisdição) emitam autorizações com base em uma necessidade comprovada, como um trabalho que requeira o transporte de grandes somas de dinheiro. Policiais aposentados, juízes e agentes federais também podem citar uma necessidade com base na segurança pessoal. Na prática, o elemento subjetivo significa que as jurisdições rurais normalmente concedem muito mais permissões de transporte do que as urbanas, incluindo estados como Illinois e Califórnia.
Para complicar ainda mais o status do porte velado, está o reconhecimento de licenças estaduais de acordo com as leis de outros estados. A Cláusula de Fé Plena e Crédito da Constituição dos Estados Unidos se refere a julgamentos e outros pronunciamentos legais, como casamento e divórcio, em vez de licenças e autorizações que autorizam indivíduos a se envolverem em atividades prospectivamente. Existem várias combinações populares de autorizações de residente e não residente que permitem transportar em mais estados do que o estado de emissão original; por exemplo, uma autorização de não residente em Utah permite o transporte em 25 estados. Alguns estados, entretanto, não reconhecem autorizações emitidas por outros estados para não residentes do estado emissor: Colorado, Flórida, Maine, Michigan, New Hampshire e Carolina do Sul. Alguns outros estados não reconhecem nenhuma licença de outro estado: Califórnia, Connecticut, Oregon, Havaí, Illinois (reconhece licenças enquanto estiver no veículo), Maryland, Massachusetts, Nova Jersey, Nova York ou o Distrito de Columbia.

### Na República Tcheca
O governo da República Tcheca, emite licenças para porte e posse de armas em cinco "categorias" pela "Lei nº 119/2002 Sb." (Seção 16-2):
- A - Colecionador
- B - Esportista
- C - Caçador
- D - Profissional
- E - Proteção pessoal e propriedade

Destas, a categoria E (a mais comum), admite o porte velado e os portadores da categoria D, têm direito ao porte velado quando trabalhando em segurança privada.